# 近鐵30000系電聯車
近鐵30000系電聯車（日语：／ Kintetsu 30000-kei densha）是近畿日本鐵道使用的特急型電聯車。30000系於1978年投入使用，為近鐵擁有的電車中配備雙層車廂的第三代「Vista Car」。本型車的編制為4輛一組，其中兩節中間車廂為雙層車廂；而本型車至1985年為止共製造15個編組，其車輛總數為60輛。
本型車於1979年獲得日本鐵道友之會的藍絲帶獎 ，並在1996年開始進行首次改裝工程，除了將雙層車廂中的上層座席側窗改成曲面玻璃並加大高度，也將座椅的前後間距加寬，車廂塗裝則採用明亮且具有度假風格的配色。